# Merindad de Sotoscueva
Merindad de Sotoscueva è un comune spagnolo di 418 abitanti situato nella comunità autonoma di Castiglia e León.

## Località
Il comune comprende le seguenti località:
- Ahedo de Linares
- Barcenillas de Cerezos
- Bedón
- Butrera
- Cogullos
- Cornejo (capoluogo)
- Cueva de Sotoscueva
- Entrambosríos
- Herrera de Redondo
- Hornillalastra
- Hornillalatorre
- Hornillayuso
- Linares
- Nela
- La Parte de Sotoscueva
- Pereda
- Quintanilla-Sotoscueva
- Quintanilla-Valdebodres
- Quintanilla del Rebollar
- Quisicedo
- El Rebollar
- Redondo
- Sobrepeña
- Vallejo de Sotoscueva
- Villabáscones
- Villamartín de Sotoscueva